# Katič
Katič ist eine kleine Insel im Adriatischen Meer, zugehörig zur montenegrinischen Gemeinde Budva.
Sie befindet sich vor der Stadt Petrovac. Zusammen mit ihrer Nachbarinsel Sveta Neđelja ist sie ein beliebter Ort für Tauch-Enthusiasten.